# 歌川信清
歌川 信清（うたがわ のぶきよ、生没年不詳）とは、江戸時代の浮世絵師。

## 来歴
歌川国信の門人。歌川の画姓を称し作画期は天保頃とされる。文政11年（1828年）建立の豊国先生瘞筆之碑に、「国信社中」として「信清」の名があるが、作や経歴については不明。なお『増訂浮世絵』は「雲澗」と「信清」の印がある「一人立美人を六曲一双に六人画いた」屏風があったと記しているが、この屏風については現在消息不明であり、瘞筆之碑に名がある信清の作だったのかどうかも明らかではない。